# Asociación Psicoanalítica Argentina
La Asociación Psicoanalítica Argentina (APA) es una organización científica y profesional de psicólogos y psicoanalistas de Argentina, fundada el 15 de diciembre de 1942 en la ciudad de Buenos Aires, siendo la más antigua de América Latina.
Su objetivo es el avance del psicoanálisis como ciencia y profesión, promoviendo la salud, educación y el bienestar humano.
Es una institución académica que está dedicada a la formación de psicoanalistas (Instituto Ángel Garma) y desarrolla además tareas de investigación y formación (Centro Heinrich Racker). 
Dicta Maestrías y Especialidades en conjunto con Universidades y cursos para profesionales y estudiantes avanzados de todo el país. Edita la Revista de Psicoanálisis, libros y la revista Otra mirada. 
Cuenta con la Biblioteca Willy Baranger que es la más importante de los países de habla hispana y una base de datos y Tesauro que brinda el servicio de consulta en línea automatizada. 
APA sostiene un pluralismo teórico-clínico que da cabida a psicoanalistas con orientaciones diversas. 
APA es componente de la Asociación Psicoanalítica Internacional (IPA) y de la Federación Latinoamericana de Psicoanálisis (FEPAL).

## Misión
La APA tiene como objetivo el avance del Psicoanálisis como ciencia y profesión, y también promover la salud, educación y el bienestar humano. por medio de:
- El desarrollo y difusión de la ciencia psicoanalítica
- La cooperación con otras asociaciones: psicoanalíticas, científicas y culturales.
- La formación de psicoanalistas
- Fomentar la investigación psicoanalítica y la extensión universitaria del psicoanálisis
- Mantener los estándares éticos y profesionales de sus miembros

## Departametalización
- Instituto de Psicoanálisis Ángel Garma para la formación de analistas cumpliendo con los requisitos que fija la Asociación Psicoanalítica Internacional.

- Revista de Psicoanálisis de APA creada en julio de 1943 para difundir el pensamiento de sus miembros y de psicoanalistas de todo el mundo.
- Biblioteca Willy Baranger que es la más importante en psicoanálisis en idioma castellano.
- Base de datos y Tesauro (con más de 73.000 registros) que ha automatizado los servicios de consulta que brinda la APA a sus miembros y también al exterior.
- Centro de Orientación e Investigación Enrique Racker
- Departamentos dedicados a la Investigación en Niños y Adolescentes, Adultos mayores, Familia y Pareja, Psicosis, Psicosomática e Historia del Psicoanálisis.
- Maestría en Psicoanálisis en conjunto con Universidades.
- Centro de Docencia en Psicoanálisis que imparte enseñanza de teoría y clínica para profesionales y estudiantes avanzados de todo el país.